# Мессьє 65
Мессьє 65 (М65, інші позначення -NGC 3623,IRAS11163 +1322,UGC 6328,ZWG 67.54,MCG 2-29-18,VV 308,ARP 317, PGC 34612) — галактика у сузір'ї Лева.

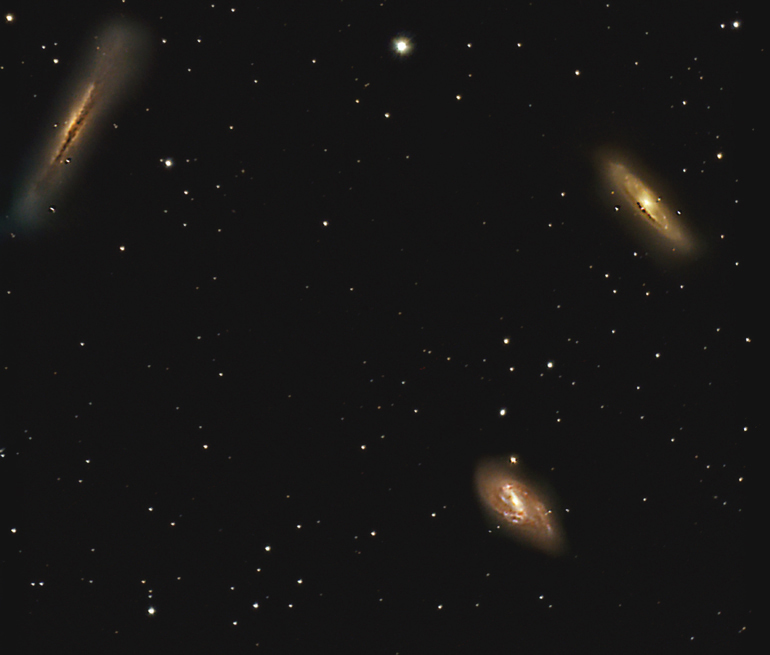
The Leo Triplet, with M65 at the upper right, M66 at the lower right, and NGC 3628 at the upper left. Credit: Scott Anttila.

Цей об'єкт входить у число перерахованих в оригінальній редакції нового загального каталогу.

## Відкриття
Відкривачем цього об'єкта є Шарль Мессьє, який вперше спостерігав за об'єктом 1 березня 1780.

## Спостереження

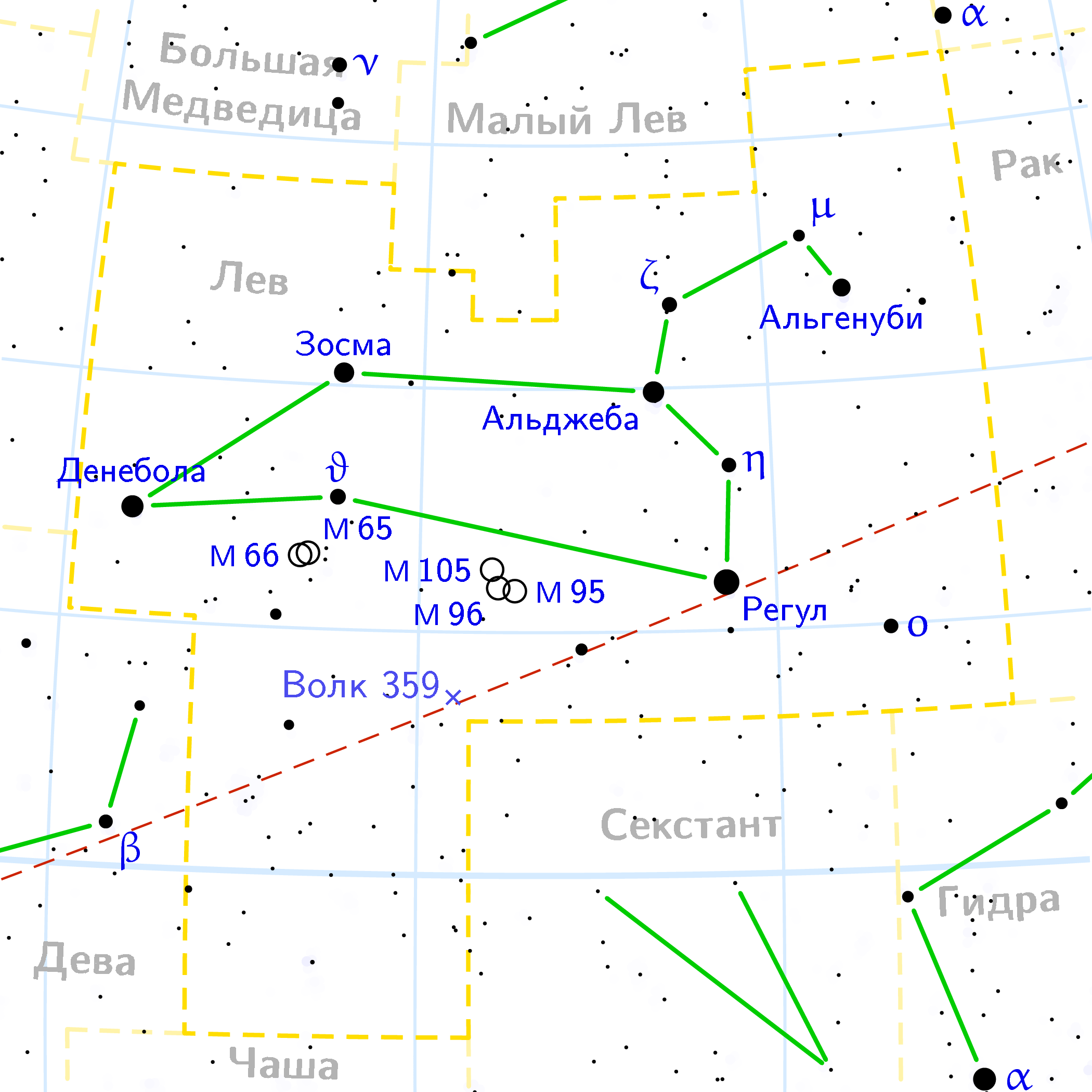
M65 в сузір'ї Лева

М65 разом з М66 і NGC 3628 утворюють, мабуть, саме чудове тріо спіральних галактик «Триплет Лева». Всі три галактики досить яскраві, щоб побачити їх навіть і в хороший бінокль (NGC 3628 з працею). Найкращий час для спостережень — зима і весна. Зрозуміло, спостереження повинні проводитися у відсутності Місяця на небі і штучної засвітки від міського освітлення.
М65 розташована майже точно посередині між θ і ι Лева, менш градуси на схід від досить яскравою 73 Leo (5.3m).
У невеликій аматорський телескоп галактика видна як дифузне сильно витягнуте (1:3) еліптична пляма з яскравим майже зіркоподібним ядром. У двадцяти кутових хвилинах на схід (в одному полі зору з M65) можна бачити трохи менш витягнуте в тому ж напрямку пляма М66, а в сорока хвилинах на північ — більш притлумлену NGC 3628 видиму з ребра.
У телескоп з апертурою від 300 мм можна спробувати розглянути провал яскравості на східному ближньому до нас краї галактики — пилову смугу. У безпосередній близькості від плями галактики видно пара неяскравих зірок (12m і 13.5m) переднього плану.

### Сусіди по небу з каталогу Мессьє
- М66 — (на схід) трохи більше розкрита галактика — близнюк М65;
- М95 і М96 — (на захід між зірками 52 і 53 Leo) ще одна пара схожих один на одного спіральних галактик, хоча і не така тісна і яскрава як М65 / М66;
- М105 — (на захід, на північ від пари М95 / М96) досить велика і яскрава еліптична галактика;
- М99 — (на схід у Волоссі Вероніки) найближча до М65 з яскравих галактик скупчення в Діві

### Послідовність спостереження в «Марафоні Мессьє»
… M96 → М105 →М65 → М66 → М81 …

## Навігатори
| ◄ NGC 3619 \| NGC 3620 \| NGC 3621 \| NGC 3622 \| NGC 3623 \| NGC 3624 \| NGC 3625 \| NGC 3626 \| NGC 3627 ► |

Координати:  11г 18м 55.9с, +13° 05′ 32″